# Obalanie drzew metodą Kreutzingera-Matusza
Obalanie drzew metodą Kreutzingera-Matusza – metoda obalania drzew wraz z korzeniami, stosowana dla uniknięcia pracochłonnego karczowania pniaków tam, gdzie nie można karczować za pomocą środków wybuchowych, gdzie ma być usunięty drzewostan i jednocześnie teren uprzątnięty z karp (tereny pod szkółki, pod drogi i inne użytkowanie). Zabieg ten wykonuje się mechanicznie przy pomocy ciągników (pchanie lub ciągnięcie) albo wciągarek stacjonarnych (ciągnięcie).

## Technika obalania drzew
Obalanie należy wykonywać ciągnikiem specjalistycznym (ewentualnie gąsienicowym lub rolniczym o dużej mocy), wyposażonym we wciągarkę. Odległość ciągnika od obalanego drzewa nie powinna być mniejsza niż dwie wysokości tego drzewa. Linę zaczepową należy założyć na drzewo na wysokości 5-8 m, w zależności od wysokości i średnicy drzewa. Linę zakłada się przy pomocy odpowiedniej drabiny lub widełek osadzonych na tyczce. Drzewa o pierśnicy do 20 cm można obalać ciągnikiem – napierając myglarką do przodu.

## Wady obalania drzew z korzeniami
Na skutek nieprzewidzianych okoliczności (np. niezwykle silnie rozwiniętego systemu korzeniowego, mursz w odziomkowej części drzewa lub też pod miejscem zaczepienia liny) drzewo zostaje złamane. Liczba drzew, które ulegają uszkodzeniu, nie przekracza 2%, i jest w przybliżeniu taka sama jak przy ścince. Podczas naprężania liny często dochodzi do pęknięć wewnątrz pnia, które ujawnia się dopiero po przetarciu i suszeniu drewna, co jest przeciwwskazaniem przy stosowaniu go na szeroką skalę. Drewno okrągłe z takiego pozyskiwania może być trudne w sprzedaży. (Podobnie jak drewno z naprężonych drzew poklęskowych). Brak zapotrzebowania przemysłowego na świeżą karpinę jest przyczyną prawie całkowitego zaniechania obalania drzew z korzeniami.

## Literatura
- B. Anikin Mechanizacja pozyskania drewna PWRiL, Warszawa 1953,
- Instrukcja bezpieczeństwa i higieny pracy przy wykonywaniu podstawowych prac z zakresu gospodarki leśnej, ORWLP Bedoń, Warszawa 1997, ISBN 83-906484-3-1,
- Głos Lasu nr 11 rok 2001,
- L.Monkielewicz, R. Ostalski, Użytkowanie lasu dla techników leśnych, PWRiL, Warszawa 1988, ISBN 83-09-01267-5,
- Z.Laurow, Pozyskanie drewna, Wydawnictwo SGGW, Warszawa 1999r, ISBN 83-7244-026-3,